# Buck Owens
Pour les articles homonymes, voir Owens.
Alvis Edgar "Buck" Owens, Jr., (12 août 1929 - 25 mars 2006) est un chanteur et guitariste américain qui a réussi à classer vingt de ses chansons au sommet du hit-parade de la musique country au magazine Billboard. Comme un artiste en solo et dans son groupe, the Buckaroos (nommé par Merle Haggard, un membre de ce groupe), Buck Owens était un des pionniers du Bakersfield sound (le son de Bakersfield) : une allusion à Bakersfield, Californie la ville où il habitait et de laquelle il s'est inspiré pour ce qu'il préférait appeler "la musique américaine".
Avec Roy Clark, Owens a animé l'émission populaire et révolutionnaire, Hee Haw, depuis la première en 1969 jusqu'en 1986 : conçue pour être la réponse de la musique country au Laugh-In, l'émission s'est poursuivie durant vingt-cinq saisons jusqu'en 1993.

## Biographie
Alvis Owens, Jr., est né à Sherman, Texas. « 'Buck', était un mulet à la ferme des Owens », a écrit Rich Kenzle dans About Buck, la biographie sur le site officiel d'Owens. « À l'âge de trois ou de quatre ans, il est entré dans la maison et a annoncé que son nom était Buck aussi. La famille n'y voyant pas d'inconvénient, le garçon s'est dès lors appelé Buck ». En 1937, sa famille s'installe à Mesa dans l'Arizona, fuyant le Dust Bowl durant la Grande Dépression.
En 1945, Owens coanime une émission à la radio qui s'appelait "Buck et Britt". À la fin des années 1940, Owens est devenu conducteur de camion et découvre la vallée de San Joaquin en Californie. Bakersfield l'a impressionné, et c'est là où il déménage avec sa femme en 1950.
Peu après, Owens voyageait fréquemment à Hollywood pour des séances d'enregistrement à Capitol Records en tant qu'accompagnateur des musiciens comme Tennessee Ernie Ford, Sonny James, Wanda Jackson, Del Reeves, Tommy Sands, Tommy Collins, Faron Young, Gene Vincent, et beaucoup d'autres.
Pendant l'engouement pour le rock and roll des années 1950, Owens enregistre un disque de rockabilly  sous le label Pep appelé Hot Dog, en se servant du pseudonyme Corky Jones.
Buck a trouvé le succès en 1959 lorsque sa chanson Second Fiddle atteint la 24e place du hit-parade country de Billboard. Dans les mois suivants, Under Your Spell Again atteint la 4e place, et ensuite Above and Beyond atteint la 3e place.
Au début des années 1960, le son « countrypolitain » de Eddy Arnold, Jim Reeves, et Patsy Cline était le son populaire, avec son style doux, chargé des instruments à cordes et influencé par la pop. Owens allait à contre-courant, avec une sensibilité plus pure, et à l'état brut, mélangé singulièrement avec les polkas mexicaines qu'il avait écoutées à la radio pendant sa jeunesse.
Billboard le nomme le chanteur country le plus prometteur de 1960, et grâce à ses duos avec Rose Maddox en 1961, qui ont atteint le « Top 10 » au hit-parade, ils ont gagné le titre de « meilleure équipe vocale de l'année ».
En 1963, Act Naturally était la première chanson de Buck à atteindre le numéro un sur le hit-parade. Les Beatles l'ont repris plus tard en 1965.
En 1967 Owens et "the Buckaroos" ont fait une tournée au Japon, un événement assez rare pour un musicien country à l'époque. L'album qui en a résulté, Buck Owens in Japan, est considéré comme le premier album country jamais enregistré hors des États-Unis. L'année suivante, ils jouent à la Maison-Blanche pour le président Johnson.
Creedence Clearwater Revival, un des plus grands groupes rock de l'époque, ont souvent montré une tendance légère vers la musique country, et ont même mentionné Owens dans leur chanson populaire, Lookin' Out My Back Door.
Hee Haw a débuté à la télévision américaine en 1969, ce dont Owens s'occupait pendant les années 1970 et les années 1980. En 1972, la chanson d'Owens Made in Japan a atteint la 1re place au hit-parade.
Avant la fin des années 1960, Owens, avec l'assistance de son manager Jack McFadden, s'est mis à se concentrer sur son avenir financier. Il a acheté nombreuses stations de radio, y compris KNIX et KESZ à Phoenix, Arizona, et KUZZ à Bakersfield, dont les logos étaient dotés de sa guitare rouge, blanche, et bleue. En 1999, Owens a vendu KNIX et KESZ à Clear Channel Communications ; et il a gardé la propriété de KUZZ jusqu'à sa mort.
Owens a fondé Buck Owens Enterprises et a produit les albums de plusieurs artistes, sous le label Capitol.
Le 7 juillet 1974, son guitariste et meilleur ami Don Rich décède dans un accident de moto. Cela a porté un coup terrible à Owens, et il ne s'est jamais remis de la perte de son ami. « Il était comme un frère, un fils, et un meilleur ami » a-t-il récemment dit, et il continue : « Je ne l'ai jamais dit, et peut-être que je n'en étais pas capable, mais je crois que ma vie musicale a pris fin en même temps que lui. C'est vrai que je continuais, et j'existais, mais la vraie joie et le vrai amour, le tonnerre et l'éclair véritables ont disparu à jamais ».
Dwight Yoakam, un autre résident de Bakersfield, s'est joint à Owens pour un duo de Streets of Bakersfield en 1988. Leur duo était la première chanson d'Owens à atteindre la 1re place seize années plus tard.

## Discographie

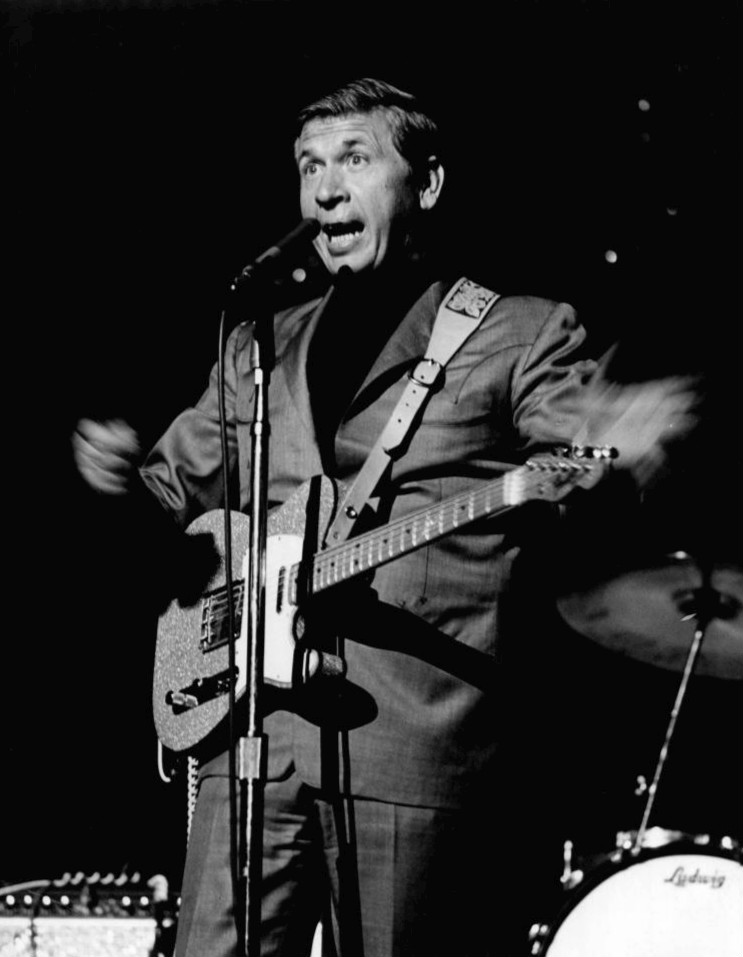
Buck Owens en concert en 1968

| Année | Album                                        | Classement "US Country" | Classement "US" | Label           |
| ----- | -------------------------------------------- | ----------------------- | --------------- | --------------- |
| 1960  | Buck Owens                                   |                         |                 | La Brea         |
| 1961  | Sings Harlan Howard                          |                         |                 | Capitol         |
| 1961  | Buck Owens                                   |                         |                 | Capitol         |
| 1962  | You're For Me                                |                         |                 | Capitol         |
| 1962  | Fabulous Country Music Sound                 |                         |                 | Starday         |
| 1963  | On The Bandstand                             | 2                       |                 | Capitol         |
| 1963  | Buck Owens Sings Tommy Collins               | 1                       |                 | Capitol         |
| 1964  | The Best of Buck Owens                       | 1                       | 46              | Capitol         |
| 1964  | Together Again                               | 1                       | 88              | Capitol         |
| 1964  | I Don't Care                                 | 1                       | 135             | Capitol         |
| 1965  | I've Got a Tiger By The Tail                 | 1                       | 43              | Capitol         |
| 1965  | Before You Go                                | 1                       |                 | Capitol         |
| 1965  | The Instrumental Hits                        | 4                       |                 | Capitol         |
| 1965  | Christmas With Buck                          |                         | 12              | Capitol         |
| 1966  | Roll Out The Red Carpet                      | 1                       | 106             | Capitol         |
| 1966  | Dust On Mother's Bible                       | 1                       |                 | Capitol         |
| 1966  | Carnegie Hall Concert                        | 1                       | 114             | Capitol         |
| 1966  | Open Up Your Heart                           | 1                       |                 | Capitol         |
| 1967  | In Japan "live"                              | 1                       |                 | Capitol         |
| 1967  | Your Tender Loving Care                      | 1                       | 177             | Capitol         |
| 1968  | It Takes People Like You                     | 1                       |                 | Capitol         |
| 1968  | Best of Buck Owens Vol. 2                    | 5                       |                 | Capitol         |
| 1968  | Sweet Rosie Jones                            | 2                       |                 | Capitol         |
| 1968  | Christmas Shopping                           |                         | 31              | Capitol         |
| 1968  | The Guitar Player                            | 27                      |                 | Capitol         |
| 1968  | I've Got You On My Mind Again                | 19                      | 199             | Capitol         |
| 1968  | Best of Buck Owens Vol. 3                    | 12                      |                 | Capitol         |
| 1969  | Tall Dark Stranger                           | 2                       | 122             | Capitol         |
| 1969  | In London "live"                             | 5                       | 113             | Capitol         |
| 1969  | Big in Vegas                                 | 9                       |                 | Capitol         |
| 1970  | Your Mother's Prayer                         |                         | 198             | Capitol         |
| 1970  | We're Gonna Get Together Duet w/Susan Raye   | 10                      | 154             | Capitol         |
| 1970  | The Kansas City Song                         | 10                      | 196             | Capitol         |
| 1970  | Merry Hee-Haw Christmas                      |                         | 34              | Capitol         |
| 1970  | The Great White Horse Duet w/Susan Raye      | 22                      |                 | Capitol         |
| 1970  | I Wouldn't Live In New York City             | 12                      | 190             | Capitol         |
| 1970  | Live in Scandinavia                          |                         |                 | Capitol         |
| 1971  | Bridge Over Troubled Water                   | 11                      |                 | Capitol         |
| 1971  | Ruby                                         | 9                       |                 | Capitol         |
| 1971  | Best of Buck Owens Vol. 4                    | 17                      |                 | Capitol         |
| 1971  | Merry Christmas Duet w/Susan Raye            |                         |                 | Capitol         |
| 1972  | Too Old To Cut The Mustard Duet w/Buddy Alan | 35                      |                 | Capitol         |
| 1972  | Live at John Ascuga's Nugget                 | 3                       |                 | Capitol         |
| 1972  | The Best of Buck and Susan w/Susan Raye      | 15                      |                 | Capitol         |
| 1972  | Live at The White House                      | 10                      |                 | Capitol         |
| 1973  | In The Palm of Your Hand                     | 21                      |                 | Capitol         |
| 1973  | Ain't It Amazing Gracie                      | 17                      |                 | Capitol         |
| 1973  | Good Old Days Duet w/Susan Raye              | 29                      |                 | Capitol         |
| 1973  | Arms Full of Empty                           | 32                      |                 | Capitol         |
| 1974  | Best of Buck Owens Vol. 4                    | 35                      |                 | Capitol         |
| 1974  | It's a Monster's Holiday                     | 10                      |                 | Capitol         |
| 1974  | Live in New Zealand                          |                         |                 | Capitol         |
| 1974  | Live at The Sydney Oprah House               |                         |                 | Capitol         |
| 1975  | 4th Street Lonely Hearts Club                | 21                      |                 | Capitol         |
| 1976  | Best of Buck Owens Vol. 6                    | 34                      |                 | Capitol         |
| 1976  | Buck 'Em                                     |                         |                 | Warner Brothers |
| 1977  | Our Old Mansion                              |                         |                 | Warner Brothers |
| 1988  | Hot Dog                                      | 37                      |                 | Capitol         |
| 1989  | Act Naturally                                |                         |                 | Capitol         |
| 1991  | Kickin' In                                   |                         |                 | Capitol         |
|       |                                              |                         |                 |                 |

## Vie personnelle
Buck Owens est mort d'une crise cardiaque pendant son sommeil le 25 mars 2006, quelques heures après avoir joué dans son restaurant, club et musée, le Crystal Palace à Bakersfield.
Dans une interview avec le journal Los Angeles Times, Jim Shaw, le vieux porte-parole d'Owens, a dit qu'Owens « était venu au club en avance et avait dîné sur un poulet-frit et s'est vanté que c'était son repas préféré ». Ensuite, Owens a dit à son groupe qu'il ne se sentait pas très bien et qu'il n'allait pas jouer ce soir-là. Shaw a dit qu'un groupe d'admirateurs se sont présentés à Owens pendant qu'il se préparait à rentrer chez lui ; lorsqu'ils lui ont expliqué qu'ils avaient voyagé de l'Oregon afin de l'entendre jouer, Owens a changé d'avis et s'est quand-même installé en scène.
Shaw s'est rappelé qu'Owens a dit aux spectateurs : « Si quelqu'un a voyagé assez loin, je vais faire un show, et je vais mettre le paquet. Il se peut que je gémisse ou glapisse, mais je ferai de mon mieux ». Shaw a ajouté : « Donc, il a mangé son repas préféré, fait un show, et est mort en dormant. On a pensé que c'était pas mal ».
Owens a quitté trois ex-femmes, et trois fils : Bonnie Owens (dont quelques-unes de ses chansons étaient sur le hit-parade au début des années 1970), Michael et Johnny Owens.
Sa première épouse, Bonnie Owens, est morte à l'âge de 76 ans le 24 avril 2006 dans un établissement de soins palliatifs.